# Türbe Idrisa Baby
Türbe Idrisa Baby (Idrisz Baba türbéje) - muzułmański grobowiec - mauzoleum znajdujący się na wzgórzu Rókusdomb (Wzgórze Rocha) w Peczu. Stoi w ogrodzie Szpitala Dziecięcego (Gyermekkórház) i jest udostępniony do zwiedzania w dni powszednie w godzinach przedpołudniowych.

## Historia
W czasie okupacji tureckiej na zboczu Wzgórza Rocha wokół türbe istniał turecki cmentarz.
Türbe, wybudowane w 1591 r. z łamanego kamienia, zostało przykryte kopułą. Zgodnie z sufickimi naukami fundamenty mają kształt ośmiokąta. Wejście znajduje się po stronie przeciwnej niż Mekka. Na bocznych ścianach nad oknami o kształcie łuku w ośli grzbiet znajdują się okrągłe okulusy. Obramowany kamieniem otwór drzwiowy zakończony jest od góry ostrołukiem i znajduje się na prawo do pierwotnego wejścia, które było osłonięte ściankami. Pokrycie kopuły w czasach tureckich wykonano z ołowiu lub dachówki, które później wymieniono na bardziej odporny na warunki pogodowe gont. Pierwotna, nieotynkowana fasada budynku z surowego kamienia, jest cennym przykładem tureckiego budownictwa na terenie Węgier.
W 1693 r. jezuici przekształcili türbe w kaplicę szpitala dla zadżumionych i nadali jej imię świętego Rocha, w wyniku czego i wzgórze zyskało używaną do dziś nazwę. Później türbe funkcjonowało jako skład prochu. W 1912 r. odnowiono je i częściowo udostępniono.
Obecny wygląd uzyskało w 1961 r. Wówczas przekształcono je ponownie w türbe, po czym otwarto wydrążony w skale grób Idrisa Baby i znaleziono w nim skierowany w stronę Mekki szkielet. Obecne wyposażenie zostało podarowane przez Turcję.
Grobowiec ten jest jednym z dwóch türbe zachowanych na Węgrzech (drugie to grób Gül Baby). Obydwa są miejscem pielgrzymek muzułmanów, a w tym i Turków.

## Idris Baba, wali
Idris Baba był XVI-wiecznym muzułmańskim walim, czyli człowiekiem prowadzącym pobożne życie, bliskim przyjacielem Allaha. Pochodzenie Idrisa Baby jest nieznane, ale podobnie do większości wali w czasach osmańskich, on również mógł przybyć na teren Węgier z Bałkanów. Był znanym powszechnie uzdrowicielem. Uważano go za orędownika, dlatego do jego grobu przybywają od tej pory muzułmanie. Takie pobożne nawiedzenie grobu to zijaha (tur.: ziyaret). Utrzymywał przyjacielskie stosunki z Hasanem Paszą bośniackim bejlerbejem. W czasie wykopalisk w 1961 r. odnaleziono jego prochy.

## Źródła i literatura
- Rados Jenő: Magyar építészettörténet (Historia architektury węgierskiej) (p. 161-168) - 1961. Bp. Műszaki K. - ETO 72 (439) 091
- Szerk. Fülep L.: A magyarországi művészet története (Historia sztuki węgierskiej)(p. 371-372) - Bp.1961. Képzőmúv. Alap K. - Kossuth Ny. 61.3465.
- Goldziher Ignác: Az iszlám kultúrája (Kultura islamu)- Gondolat K. Bp. 1981. - ISBN 963-280-607-7
- H. Stierlin. Türkei - Architektur von Seldschuken bis Osmanen (Architektura od Seldżuków do Osmanów) - Taschen Weltarchitektur -  ISBN 3-8228-7857-X
- H. Stierlin: Iszlám művészet és építészet (Sztuka i architektura islamu)- Bp. Alexandra K. - ISBN 963-368-127-8
- Türbe Idrisa Baby, utazzitthon.hu